# Clary und Aldringen
Casa de Clary und Aldringen, también conocida como Clary-Aldringen , es una de las familias principescas austrohúngaras más destacadas. Originaria de Friuli, norte de Italia, una rama de la familia se trasladó al Condado de Tyrol alrededor de 1500 y al Reino de Bohemia alrededor de 1600, donde se convirtió en una de las principales familias de la nobleza bohemia. Produjo varios estadistas, oficiales militares y diplomáticos austrohúngaros notables.

## Origen
La familia Clario de Riva eran señores de Riva del Garda. Un hermano se mudó al vecino condado de Tirol alrededor de 1500, al servicio del Emperador Maximilian I, el otro hermano se puso del lado del enemigo del emperador, la República de Venecia, y permaneció en la provincia de Friuli, donde sus descendientes más tarde se extinguieron. 
Franz von Clary se mudó del Tirol al Reino de Bohemia y adquirió las propiedades de Dobříčany en Liběšice en 1622/23, una propiedad confiscada a protestantes que estaban prohibidos en Bohemia. Algunas posesiones tirolesas también permanecieron en la familia. Su hijo Hieronymus von Clary se casó con la condesa Anna Maria von Aldringen, hermana y heredera del conde general austríaco Johann von Aldringen que luchó en la Guerra de los Treinta Años , en 1622. Sus descendientes fueron autorizados por decreto imperial a adoptar el nombre y las armas de ambas familias. Desde entonces, la familia se conoce como Clary und Aldringen (o Clary-Aldringen ).

## Historia
Los príncipes de Clary und Aldringen han sido una de las familias más destacadas del Imperio austriaco y el Reino de Bohemia.

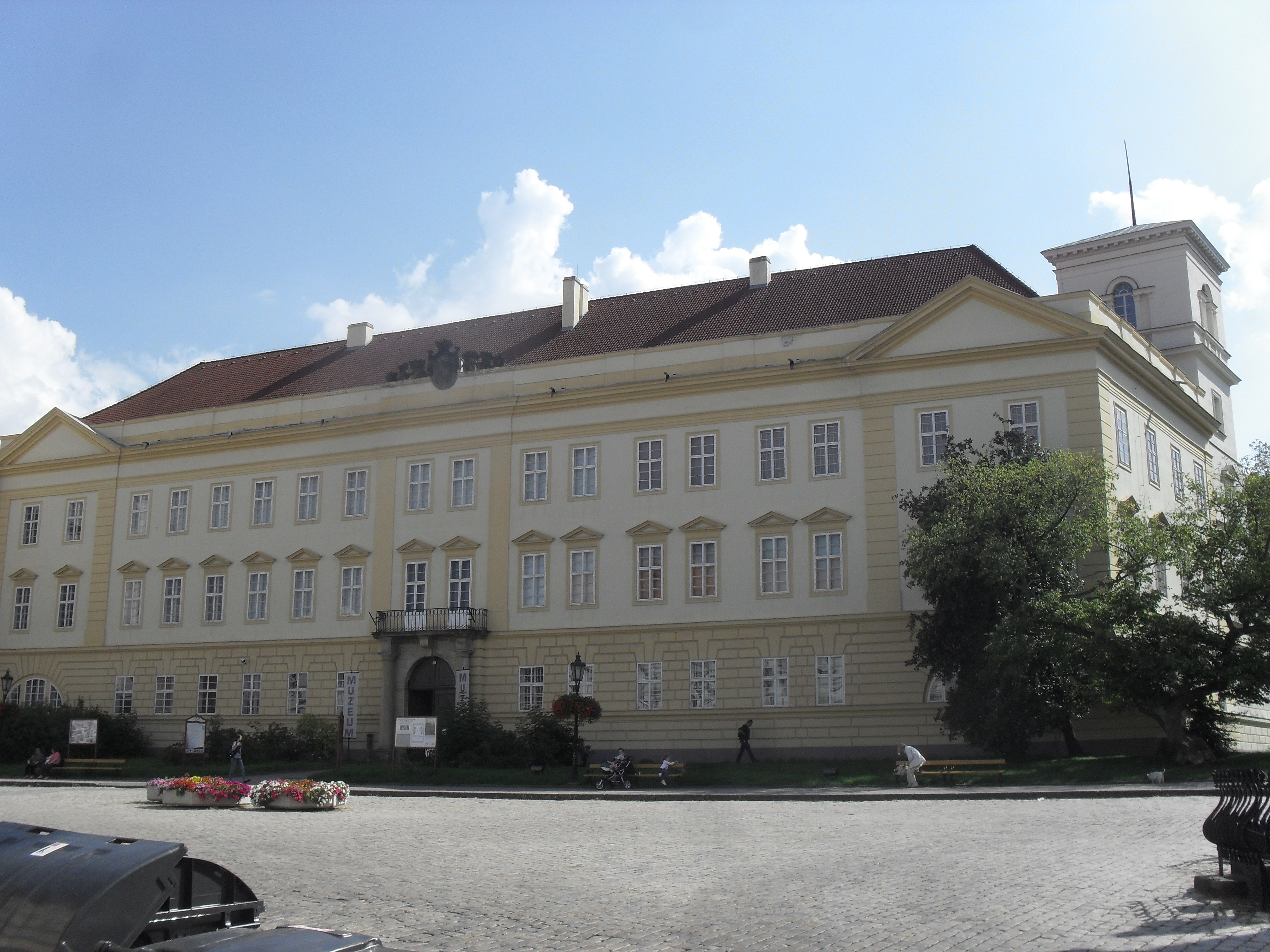
Palacio de Teplice (Teplitz), residencia principal de la familia desde 1634 hasta 1945.

El surgimiento de la familia comenzó cuando Franz von Clary dejó sus tierras ancestrales en el Tirol para establecerse en el Reino de Bohemia. En 1623, Clary compró propiedades en la región de Ústí nad Labem. Sin embargo, fue la herencia de las propiedades de Johann von Aldringen a través de la esposa del hijo de Franz, Anna Maria von Aldringen, lo que convirtió a los Clary-Aldringen en una de las familias nobles Bohemians más influyentes y ricas. Los Aldringens eran una familia noble católica de los países bajos españoles. En 1634, Johann von Aldringen había recibido del emperador Fernando II la propiedad de tierras en y alrededor de la rica ciudad de Teplitz (Teplice), poco antes confiscado al conde protestante Vilém Kinský que había sido asesinado junto con Wallenstein, siendo Aldringen uno de los conspiradores de este asesinato. Sin embargo, Aldringen murió en una batalla el mismo año, sin problemas. Después de algunas disputas de herencia entre sus hermanos, el emperador Fernando II reconoció a su hermana Anna Maria como heredera de las propiedades de Teplice. Desde entonces, los Clary-Aldringens fueron los nobles más poderosos de los Sudetes, las partes del norte de Bohemia de habla alemana. En consecuencia, el aumento de la familia se aceleró y, en 1666, el Clary-Aldringens se elevó al rango de Conde del Sacro Imperio Romano por el emperador Jose I. 
En 1767, el Reichsgraf Wenzel von Clary und Aldringen, el Tesorero Imperial (y miembro del consejo privado del emperador Jose II), fue elevado al rango principesco. Los miembros de la familia se convirtieron en miembros hereditarios del Reichsrat (Consejo Imperial). A partir de esa fecha, el título principesco de Fürst (Príncipe) von Clary und Aldringen fue llevado por el cabeza de familia, que fue llamado Durchlaucht (Alteza Serena). Los miembros jóvenes llevaban el título de Graf (Conde) o Gräfin (Condesa) von Clary und Aldringen y se los denominó Erlaucht (Alteza ilustre).
Durante las Guerras napoleónicas el castillo de Teplitz de la familia fue la sede de la Sexta Coalición contra Napoleón, que unió a los monarcas de Austria , Prusia y Rusia . Primero se firmó la triple alianza contra Napoleón I que condujo a la victoria de la coalición en la cercana Batalla de Kulm y finalmente instauró la Santa Alianza , firmada oficialmente en París el 26 de septiembre de 1815. 
En 1832, dos hermanas del príncipe Edmund (1813-1894) se casaron en la familia Radziwiłł, Leontine se casó con el príncipe Bogusław Fryderyk Radziwiłł, un hijo de Louise de Prussia, y Mathilde (1806-1896) se casó con su sobrino el príncipe Wilhelm Radziwiłł. Durante el siglo XIX, la familia recibió a la realeza varias veces en su castillo de Teplitz: en 1835, recibieron al rey Federico Guillermo III de Prusia, al emperador Nicolas I de Rusia y al emperador Francisco I de Austria, con una ceremonia en memoria del tratado de la Sexta Coalición; en 1849, recibieron al emperador Francisco José de Austria y a los reyes Federico Guillermo IV de Prusia y Federico-Agosto II de Sajonia ; en 1860 recibieron al emperador Francisco José de Austria y al príncipe regente Guillermo de Prusia .
Durante finales del siglo XIX, la familia principesca mantuvo una gran influencia dentro de la nobleza austriaca. Por lo tanto, jugó un papel importante en la política y la diplomacia , como lo ilustran los dos hermanos menores del príncipe Carlos (1844-1920), el diplomático austrohúngaro, el príncipe Siegfried (1848–1929) y su hermano, el Ministro-Presidente de Austria el conde Manfred (1852–1928). 
El hijo de Siegfried, Alfons (1887-1978) se convirtió en el séptimo príncipe y asumió la gestión de la propiedad familiar en 1920, después de que el Reino de Bohemia se convirtiera en parte de la Primera República checoslovaca. Perdió varios miles de hectáreas en una reforma agraria, pero reconstruyó las empresas familiares, incluida una fábrica de cerveza, balnearios, restaurantes, una mina de carbón, dos aserraderos, ladrillos, trabajos de cal y una fábrica de carpintería. Sin embargo, perdió sus propiedades ancestrales de Bohemia debido a la confiscación comunista en 1945. Tras la expulsión de alemanes de Checoslovaquia, la familia ha vivido desde entonces en Frankfurt, Alemania,y en Venecia, Italia. Desde marzo de 2007, el cabeza de familia es Hieronymus, noveno príncipe de Clary und Aldringen (nacido en 1944).

## Miembros notables
- Reichsgraf Johann von Aldringen (1584-1634), comandante del ejército austríaco durante la Guerra de los Treinta Años
- Príncipe Wenzel von Clary und Aldringen, primer Príncipe de Clary und Aldringen
- Princesa Isabel Alexandrine von Clary und Aldringen, de soltera Condesa de Ficquelmont, hija del Conde Karl Ludwig y la Condesa Dorothea de Ficquelmont, de soltera Tiesenhausen
- Principe Siegfried von Clary-Aldringen (1848-1929), prominente diplomático Austro-húngaro, hijo del anterior
- Conde Manfred von Clary-Aldringen (1852-1928), estadista austrohúngaro, gobernador de las tierras imperiales austriacas de Silesia y Estiria, ministro-presidente de la parte austriaca del Imperio (1889) y hermano del anterior

## Residencias
Los Clary-Aldringens eran grandes terratenientes, por lo que poseían enormes propiedades en Bohemia, Tirol y Baja Austria.
La más importante de todas sus propiedades fue la de Tepliz, que comprendía la ciudad del mismo nombre, así como más de 70 pueblos y aldeas. Era una de las propiedades nobles más grandes de los Sudetes y una de las propiedades privadas más grandes de Bohemia antes de su confiscación según los Decretos Beneš.
En consecuencia, los Clary-Aldringens tenían muchas residencias, siendo la más grandiosa:
- Schloss Teplice ( Palacio de Teplice ), sede principal de la familia desde el siglo XVI hasta su desamortización en 1945;
- Palais Mollard-Clary, el palacio familiar en Viena (vendido en 1922);
- Palazzo Clary en Venecia, hasta el día de hoy propiedad del actual príncipe;
- Schloss Herrnau ( Castillo de Herrnau ) en Salzburgo , hasta el día de hoy propiedad de una rama más joven de los condes de Clary-Aldringen.

La iglesia de Santa María de Dubí fue construida por orden de los Clary-Aldringens entre 1898 y 1906 como una copia de la iglesia de Venecia Santa Maria dell'Orto, para convertirse en su nueva iglesia familiar.

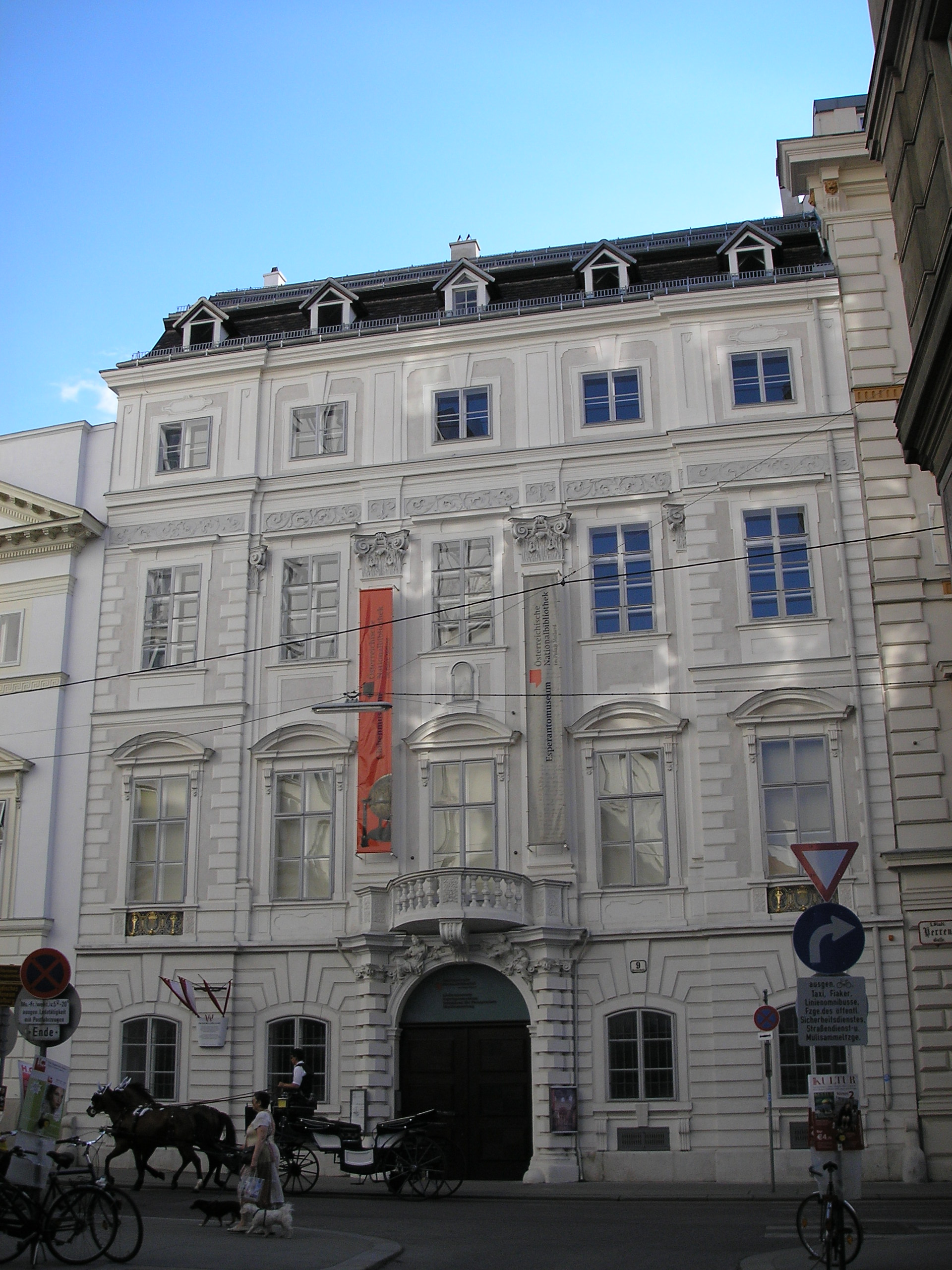
Palacio Clary-Aldringen en Viena
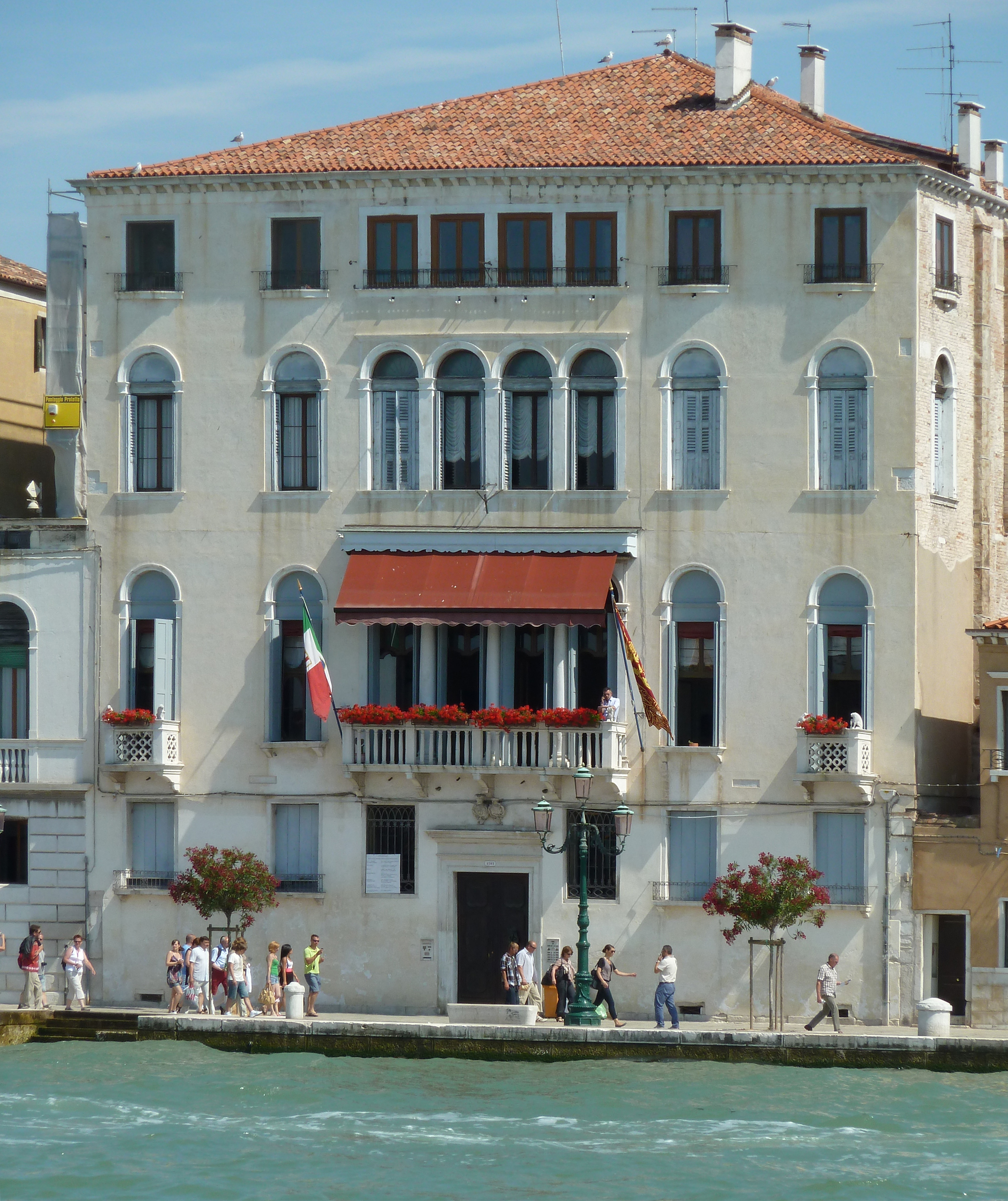
Palazzo Clary, Venecia
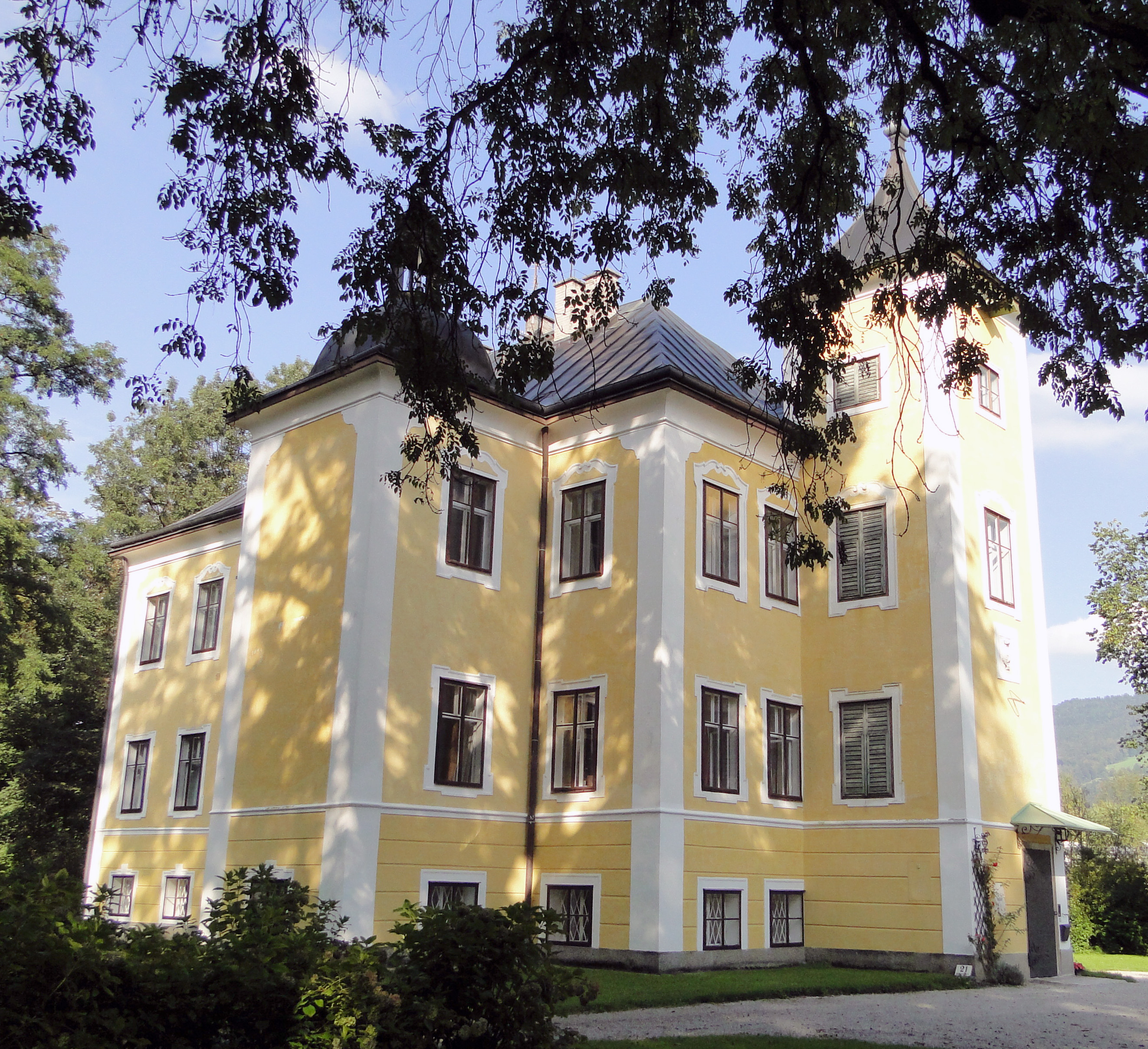
Castillo de Herrnau, Salzburgo

## Matrimonios
La familia Clary und Aldringen está relacionada por matrimonio con muchas otras familias prominentes, incluidas las siguientes: Radziwill, Glam Gallas, Mensdorff-Pouilly, Ficquelmont, Pejácsevich, de Baillet-Latour, Kinsky, Eltz, Donnersmarck, y Hohenzollern[-Hechingen.

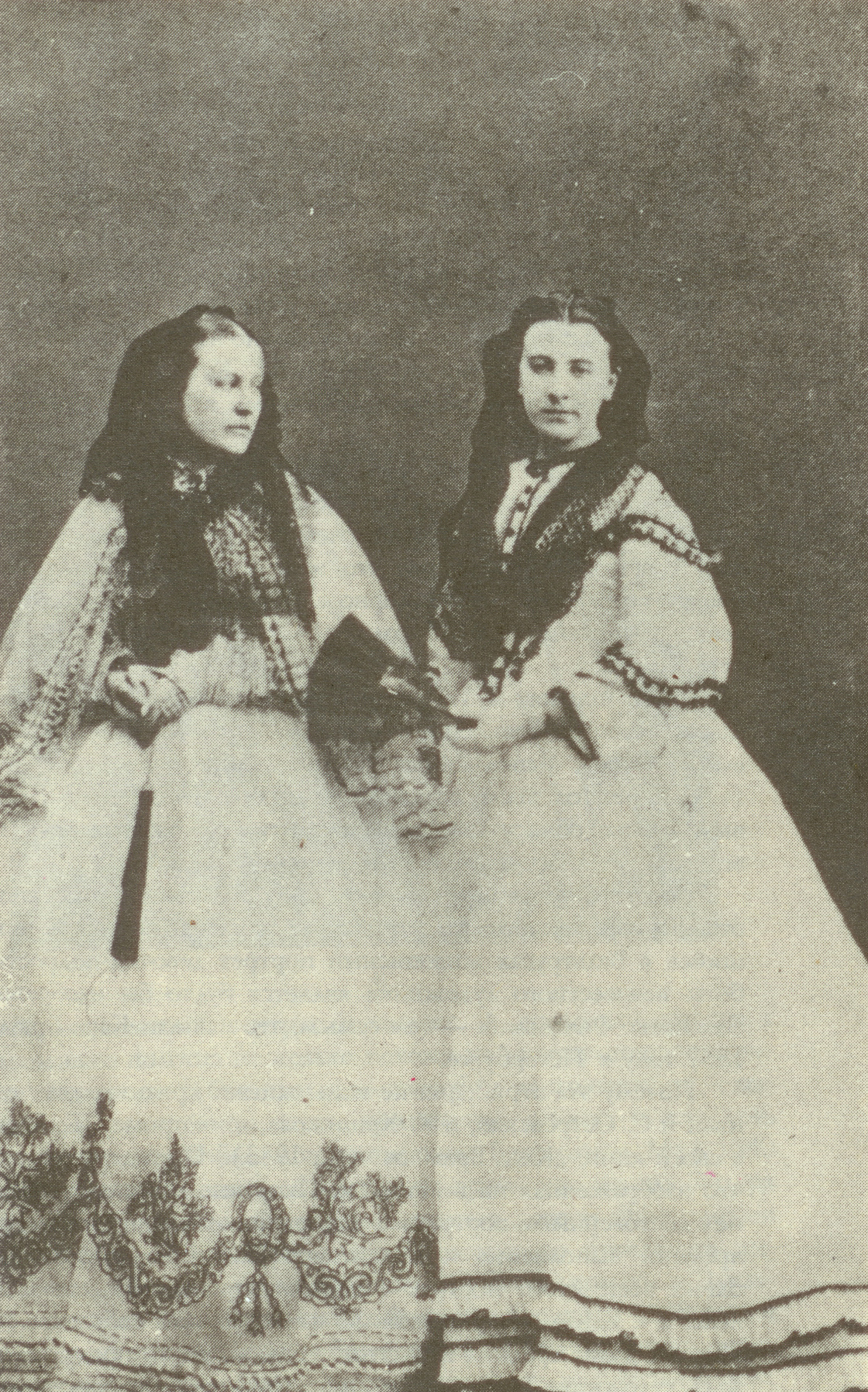
Elisabeth-Alexandrine de Ficquelmont, princesa von Clary und Aldringen y su hija, Edmée, condesa di Robilant e Cereaglio
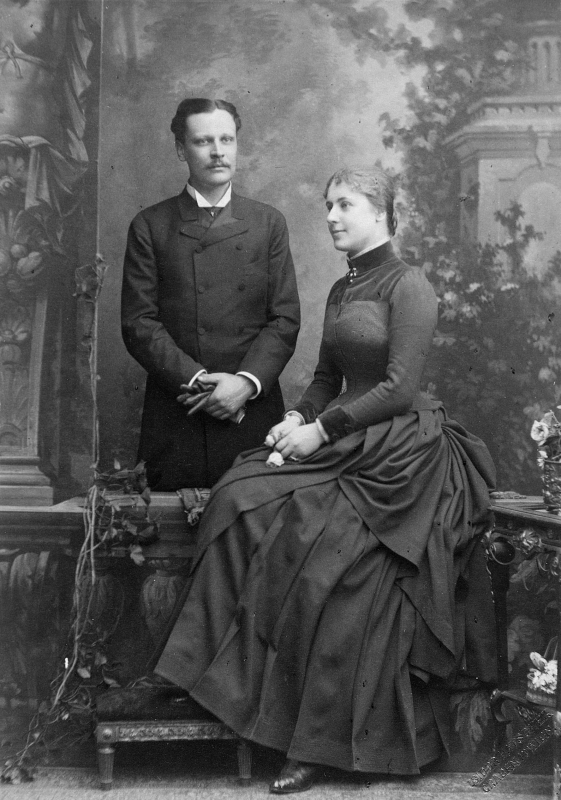
Conde Manfred von Clary-Aldringen